# Eeva
Ива Плетикосић, познатија као Eeva (Београд, 1988), српска је певачица и текстописац.

## Биографија
Ива Плетикосић је рођена 1988. године у Београду. Са седам година уписала је основну музичку школу, а прво искуство у студију имала је са четрнаест година, од када се професионално бави музиком. У том периоду почела је да наступа са бендом Funk’d.
Била је такмичар талент програма Ја имам таленат током 2012. и 2013, у ком је стигла до полуфинала. У једној од емисија је извела песму Ерике Баду On and on, а пар дана након тога Ерика је јавно похвалила Ивин наступ и певање. Ива је у полуфиналу извела своју ауторску песму Backdoor, али на крају није успела да се пласира у финале.
Фебруара 2013. објавила је сингл Backdoor као најаву за свој албум првенац, а потом и сингл Didn't I. Ива је фебруара 2014. године објавила свој први албум под називом Part of the plan. На албуму се налази девет песама и изашао је за продукцијску кућу Басивити диџитал. Песме за албум је писала сама Ива, мастер је радио JanZoo, док су музику радили Цоби, Marvel, Mystee и S-Kicka.
Гостовала је на Кендијевом албуму Ван домета из 2014, на ком је са њим отпевала песме 33 сата и Загонетка. Касније током 2014. године Ива је постала чланица међународне женске Бијонсе трибјут групе Single ladies заједно са Александром Ђелмаш и Миленом Поповић. Са групом је наступала широм региона, али и у Швајцарској, Француској и другим земљама. На јесен 2015. Ива је објавила сингл 11 weeks, за који је писала текст и музику, а продукцију је радио Flying Lotus. Сарађивала је и са Марком Луисом, за кога је написала песму Arrogant објављену 2015. године.
Уз певање, Ива се бави и писањем музике за ТВ рекламе и радио џинглове. Поред тога, Ива се доста бави певањем пратећих вокала за велики број музичара, између осталог на песми Сомалија Расте и Фурија Ђунте, Рексониној Моро сам да дођем, као и на Евровизији 2016. године, где је певала пратеће вокале Сањи Вучић на песми Goodbye (Shelter).
Марта 2019. године објавила је свој други албум под називом Hard-Boiled Wonderland. На албуму се налази осам песама, а текст, музику и микс је радила сама Ива, осим за насловну нумеру, за коју је микс радио Нико Беламарић.

## Дискографија

### Албуми
| №  | Назив             | Трајање |  |
| 1. | Gravitate         |         |  |
| 2. | Classic           |         |  |
| 3. | Acid              |         |  |
| 4. | Backdoor          |         |  |
| 5. | Didn't I          |         |  |
| 6. | Firefly           |         |  |
| 7. | Out of this world |         |  |
| 8. | Back up plan      |         |  |
| 9. | Put in work       |         |  |

| №  | Назив                                   | Трајање |  |
| 1. | Paid, pretty, dead                      | 2:31    |  |
| 2. | Flwrs                                   | 3:10    |  |
| 3. | Hard-Boiled Wonderland                  | 2:46    |  |
| 4. | Expiration date                         | 3:17    |  |
| 5. | Comfort zone                            | 2:53    |  |
| 6. | UFO (Interlude)                         | 0:55    |  |
| 7. | Think fast, drive slow                  | 2:06    |  |
| 8. | Lights (ft. Two hundred million idiots) | 3:12    |  |

### Синглови
- Backdoor (2013)
- Replay[20] (ft. Струка, 2013)
- M.O.T.T.O.[21] (ft. Goldie, Струка, 2013)
- 33 сата (ft. Кенди, 2014)
- Загонетка (ft. Кенди, 2014)
- Сумрак богова (ft. Кенди, Magellano, 2014)[22]
- Срећа[23] (ft. Сивило, 2015)
- Didn't I (2014)
- 11 weeks (2015)